# The Life Pursuit
The Life Pursuit è il sesto album discografico in studio del gruppo musicale scozzese dei Belle and Sebastian, pubblicato nel 2006.

## Copertina
Le tre modelle ritratte nella fotografia che costituisce la copertina dell'album sono Alex Klobouk, Natasha Noramly e Marisa Privitera.

## Critica e vendite
L'album ha ottenuto un ottimo successo, posizionandosi al numero #8 della Official Albums Chart e al #65 della Billboard 200. L'album è stato certificato disco d'argento nel Regno Unito. È entrato nella "top 40" anche in Svezia (#20), Finlandia (#25) e Germania (#35).
Per quanto riguarda la critica, è stato apprezzato da tutte le riviste ed i siti specializzati: per AllMusic merita il giudizio di 4/5, Pitchfork lo valuta con il voto di 8,5/10, giudizio positivo anche per Rolling Stone (4/5) e Slant (4,5/5).

## Tracce
Tutti i brani sono scritti dai Belle and Sebastian
1. Act of the Apostle – 2:55
2. Another Sunny Day – 4:04
3. White Collar Boy – 3:20
4. The Blues Are Still Blue – 4:08
5. Dress Up in You – 4:23
6. Sukie in the Graveyard – 3:00
7. We Are the Sleepyheads – 3:33
8. Song for Sunshine – 4:06
9. Funny Little Frog – 3:08
10. To Be Myself Completely – 3:17
11. Act of the Apostle II – 4:20
12. For the Price of a Cup of Tea – 3:19
13. Mornington Crescent – 5:40
14. Meat and Potatoes – 4:25 (traccia bonus su iTunes)
15. I Took a Long Hard Look – 3:36 (traccia bonus su iTunes)